# Kléber Fajardo
Kléber Fajardo (Guayaquil, 4 januari 1965) is een voormalig profvoetballer uit Ecuador, die gedurende zijn actieve loopbaan speelde als middenvelder.

## Clubcarrière
Fajardo speelde dertien seizoenen voor Club Sport Emelec (1983-1996). Daarna kwam hij uit voor Centro Deportivo Olmedo en Club Social y Deportivo Audaz Octubrino. Fajardo won driemaal de nationale titel in Ecuador, alle keren met Emelec: 1988, 1993 en 1994. Hij beëindigde zijn loopbaan in 2001.

## Interlandcarrière
Fajardo speelde in totaal 36 interlands voor Ecuador. Onder leiding van de Uruguayaanse bondscoach Luis Grimaldi maakte hij zijn debuut op 31 maart 1987 in een vriendschappelijke thuiswedstrijd tegen Cuba (0-1). Fajardo speelde in twee opeenvolgende Copa América's voor zijn vaderland: 1987 en 1989.
| Interlands van Kléber Fajardo voor Ecuador | Interlands van Kléber Fajardo voor Ecuador | Interlands van Kléber Fajardo voor Ecuador | Interlands van Kléber Fajardo voor Ecuador | Interlands van Kléber Fajardo voor Ecuador | Interlands van Kléber Fajardo voor Ecuador |
| №                                          | Datum                                      | Wedstrijd                                  | Uitslag                                    | Competitie                                 | Goals                                      |
| Als speler van Club Sport Emelec           | Als speler van Club Sport Emelec           | Als speler van Club Sport Emelec           | Als speler van Club Sport Emelec           | Als speler van Club Sport Emelec           | Als speler van Club Sport Emelec           |
| ------------------------------------------ | ------------------------------------------ | ------------------------------------------ | ------------------------------------------ | ------------------------------------------ | ------------------------------------------ |
| 1                                          | 31 maart 1987                              | Ecuador – Cuba                             | 0 – 1                                      | Oefeninterland                             |                                            |
| 2                                          | 2 april 1987                               | Ecuador – Cuba                             | 0 – 0                                      | Oefeninterland                             |                                            |
| 3                                          | 15 april 1987                              | Peru – Ecuador                             | 0 – 1                                      | Oefeninterland                             |                                            |
| 4                                          | 11 juni 1987                               | Colombia – Ecuador                         | 1 – 0                                      | Oefeninterland                             |                                            |
| 5                                          | 14 juni 1987                               | Ecuador – Colombia                         | 3 – 0                                      | Oefeninterland                             |                                            |
| 6                                          | 19 juni 1987                               | Uruguay – Ecuador                          | 2 – 1                                      | Oefeninterland                             |                                            |
| 7                                          | 21 juni 1987                               | Brazilië – Ecuador                         | 4 – 1                                      | Oefeninterland                             |                                            |
| 8                                          | 2 juli 1987                                | Argentinië – Ecuador                       | 3 – 0                                      | Copa América                               |                                            |
| 9                                          | 4 juli 1987                                | Peru – Ecuador                             | 1 – 1                                      | Copa América                               |                                            |
| 10                                         | 7 juni 1988                                | Verenigde Staten – Ecuador                 | 0 – 1                                      | Oefeninterland                             |                                            |
| 11                                         | 10 juni 1988                               | Verenigde Staten – Ecuador                 | 0 – 2                                      | Oefeninterland                             |                                            |
| 12                                         | 12 juni 1988                               | Verenigde Staten – Ecuador                 | 0 – 0                                      | Oefeninterland                             |                                            |
| 13                                         | 13 september 1988                          | Chili – Ecuador                            | 3 – 1                                      | Oefeninterland                             |                                            |
| 14                                         | 27 september 1988                          | Uruguay – Ecuador                          | 2 – 1                                      | Copa Boqueron                              |                                            |
| 15                                         | 29 september 1988                          | Ecuador – Chili                            | 0 – 0                                      | Copa Boqueron                              |                                            |
| 16                                         | 29 januari 1989                            | Ecuador – Chili                            | 1 – 0                                      | Oefeninterland                             |                                            |
| 17                                         | 15 maart 1989                              | Brazilië – Ecuador                         | 1 – 0                                      | Oefeninterland                             |                                            |
| 18                                         | 13 april 1989                              | Ecuador – Argentinië                       | 2 – 2                                      | Oefeninterland                             |                                            |
| 19                                         | 3 mei 1989                                 | Uruguay – Ecuador                          | 3 – 1                                      | Oefeninterland                             |                                            |
| 20                                         | 23 mei 1989                                | Ecuador – Uruguay                          | 1 – 1                                      | Oefeninterland                             |                                            |
| 21                                         | 20 juni 1989                               | Peru – Ecuador                             | 2 – 1                                      | Oefeninterland                             |                                            |
| 22                                         | 2 juli 1989                                | Uruguay – Ecuador                          | 0 – 1                                      | Copa América                               |                                            |
| 23                                         | 4 juli 1989                                | Argentinië – Ecuador                       | 0 – 0                                      | Copa América                               |                                            |
| 24                                         | 6 juli 1989                                | Ecuador – Bolivia                          | 0 – 0                                      | Copa América                               |                                            |
| 25                                         | 10 juli 1989                               | Chili – Ecuador                            | 2 – 1                                      | Copa América                               |                                            |
| 26                                         | 20 augustus 1989                           | Colombia – Ecuador                         | 2 – 0                                      | WK-kwalificatie                            |                                            |
| 27                                         | 3 september 1989                           | Ecuador – Colombia                         | 0 – 0                                      | WK-kwalificatie                            |                                            |
| 28                                         | 10 september 1989                          | Paraguay – Ecuador                         | 2 – 1                                      | WK-kwalificatie                            |                                            |
| 29                                         | 24 september 1989                          | Ecuador – Paraguay                         | 3 – 1                                      | WK-kwalificatie                            |                                            |
| 30                                         | 27 september 1990                          | Ecuador – Uruguay                          | 1 – 2                                      | Copa Boqueron                              |                                            |
| 31                                         | 29 september 1990                          | Ecuador – Chili                            | 0 – 0                                      | Copa Boqueron                              |                                            |
| 32                                         | 4 mei 1994                                 | Ecuador – Zuid-Korea                       | 2 – 1                                      | Oefeninterland                             |                                            |
| 33                                         | 25 mei 1994                                | Ecuador – Argentinië                       | 1 – 0                                      | Oefeninterland                             |                                            |
| 34                                         | 5 juni 1994                                | Ecuador – Zuid-Korea                       | 2 – 1                                      | Oefeninterland                             |                                            |
| 35                                         | 17 augustus 1994                           | Peru – Ecuador                             | 2 – 0                                      | Oefeninterland                             |                                            |
| 36                                         | 21 september 1994                          | Ecuador – Peru                             | 0 – 0                                      | Oefeninterland                             |                                            |

## Erelijst
Club Sport Emelec
- Campeonato Ecuatoriano

1988, 1993, 1994